# Шапошникова, Матрёна Ивановна
Матрё́на Ива́новна Ша́пошникова (1909―????) ― доярка  племенного молочного совхоза «Караваево» Костромского района Костромской области, Герой Социалистического труда (1948).

## Биография
Матрёна Ивановна Шапошникова родилась 10 ноября 1909 года в селе Хрищатое (ныне Богучарского района Воронежской области) в семье крестьян – середняков. По национальности украинка.
С 1930 по 1936 год трудилась в полеводческой бригаде колхоза в родном селе. В 1936 году Шапошникова переехала в Кострому и устроилась работать дояркой в Свинокопхозе, с января 1937 по май 1938 года работала дояркой Высоковского инвалидного дома в Костромском районе. 
В мае 1938 года начала работать телятницей в племсовхоз «Караваево», а затем перешла в доярки. В 1930-х годах местными специалистами была выведена новая порода крупного рогатого скота, отличающаяся особо высокими надоями и известная сейчас как Костромская. Племсовхоз стал давать рекордные удои молока и достижения караваевцев стали известны на весь Советский Союз.
Шапошникова проводила индивидуальный уход и кормление коров, которые проводили точно по установленному распорядку. Доярки были освобождены от всех дополнительных работ, они лишь ухаживали за коровами и производили их дойку. В результате этой грамотной организации работ неуклонно росли и надои. 
Во время Великой Отечественной войны конвейер рекордов не останавливался. В трудное время работники сумели сохранить племенное ядро новой породы. Племхоз снабжал молоком и маслом детские сады, госпитали и воинские части. В 1947 году в среднем от каждой из 8 коров передовая доярка получила по 5801 килограмму молока (или 210 килограммов молочного жира в стреднем от коровы за год). 
25 августа 1948 года Указом Президиума Верховного Совета СССР  за получение высокой продуктивности животноводства в 1947 году Матрёне Ивановне Шапошниковой  присвоено звание Героя Социалистического Труда с вручением Ордена Ленина и Золотой медали «Серп и Молот». 
По итогам работы в 1948 году в среднем от каждой из 8 коров Шапошникова получила 5625 килограммов молока (209 кг молочного жира), и она была награждена вторым Орденом Ленина. 
Избиралась делегатом Х съезда профсоюзов (1949) и членом ВЦСПС. Награждена двумя орденами Ленина (25 августа 1948 года, 12 июля 1949 года) и медалями.
Выйдя на заслуженный отдых она уехала из Караваево жить к родственникам в Белоруссию и дальнейшая её судьба неизвестна.